# عالم‌کند
عالم‌کند (به ازبکی: Alimkent) یک منطقهٔ مسکونی در ازبکستان است که در ناحیه آق‌قرغان واقع شده‌است. عالم‌کند ۶٬۴۳۵ نفر جمعیت دارد.